# Joaquim Bento Marques
Joaquim Bento Marques (Évora, 1956. szeptember 26. –) portugál nemzetközi labdarúgó-játékvezető.

## Pályafutása
1994-ben lett a portugál élvonal játékvezetője. Az aktív nemzeti játékvezetéstől 1999-ben vonult vissza.
A Portugál labdarúgó-szövetség Játékvezető Bizottsága (JB) 1994-ben terjesztette fel nemzetközi játékvezetőnek, a Nemzetközi Labdarúgó-szövetség (FIFA) bíróinak keretébe. Több nemzetek közötti válogatott és klubmérkőzést vezetett. 1997. augusztus 20-án az Üllői úton a Magyarország–Svájc utánpótlás Eb-selejtező-mérkőzést vezette, ahol 2–2-es döntetlen született. 1998, október 10-án Edinburgh-ben a Skócia–Észtország Európa-bajnoki-selejtező játékvezetője volt.

## Statisztika

### Nemzetközi válogatott mérkőzése játékvezetőként
| #  | Dátum             | Helyszín                   | Hazai  | Eredmény | Vendég     | Kiírás       | Gólok | Esemény |
| -- | ----------------- | -------------------------- | ------ | -------- | ---------- | ------------ | ----- | ------- |
| 1. | 1998. október 10. | Edinburgh, Tynecastle Park | Skócia | 3 – 2    | Észtország | Eb-selejtező | -     |         |
|    | Összesen          |                            |        | 1        | mérkőzés   |              |       |         |